# ریزوبیوم رایزوژنز
ریزوبیوم رایزوژنز (با نام قدیمی آگروباکتریوم ریزوژنز) یک باکتری خاک گرم منفی  است که در گیاهان دولپه ناهنجاری ریشه مویین ایجاد می کند. ر. رایزوژنز باعث شکل گیری ریشه های نابجای چندشاخه ی تکثیرشونده در محل آلودگی می‌شود که به «ریشه های مویین» موسوم است .
در ریزوسفر، گیاهان ممکن است از زخم های ناشی از پاتوژن های خاک یا سایر منابع رنج ببرند. این امر منجر به ترشح ترکیبات فنلی مانند استوسیرینگون می شود که با اثر کموتاکسی باکتری ها را جذب می کنند. تحت چنین شرایطی، ژن های خاصی از باکتری روشن می شوند که منجر به انتقال tDNA آنها از راه زخم به درون گیاه از طریق پلاسمید القاگر ریشه (Ri پلاسمید) می شود. پس از ادغام و بیان ژن، در شرایط برون تنی و یا تحت شرایط طبیعی، فنوتیپ ریشه ی مویین مشاهده شده است، که به طور معمول شامل فراتوسعه ی یک سیستم ریشه ای است که کاملاً زمین گرا نیست و  اگر برگ وجود داشته باشد مورفولوژی برگ را تغییر می دهد (چروکیده کردن).
ژن های باکتریایی ممکن است در گیاه حفظ شوند.
ریشه های مویین در شرایط برون تنی در بیوراکتورها رشد داده شده اند تا تعاملشان با سایر عوامل بیماری زای خاک مانند قارچ و نماتد مطالعه شود. این روش نیز منجر به تولید تجاری ترکیبات متابولیکی خاصی شده است که می دانیم از گیاه ترشح می شود، به خصوص در مورد گیاهان دارویی کشت آنها در مقادیر کافی به روش های دیگر دشوار است. کشت های ریشه نیز  برای مهندسی ژنتیک استفاده می شوند.